# Alain Hounsa
Alain Hounsa (* 23. Februar 1988) ist ein beninischer Fußballspieler.

## Karriere

### Verein
Hounsa begann seine Profi-Karriere 2007 mit Sitex De Lokossa und wechselte im September 2010 zu USS Kraké. Im Frühjahr 2012 verließ er den USS Kraké und wechselte zum Mogas 90 FC.

### Nationalmannschaft
Hounsa steht im erweiterten Kader der Nationalmannschaft des Benins und spielte im November 2011 das UEMOA Tournament für sein Heimatland.